# We Care a Lot
We Care a Lot je první studiové album skupiny Faith No More, které vyšlo v roce 1985. Skladba "Mark Bowen" je pojmenována po předchozím kytaristovi.

## Skladby
| Pořadí | Název               | Délka |
| ------ | ------------------- | ----- |
| 1.     | We Care a Lot       | 4:08  |
| 2.     | The Jungle          | 3:10  |
| 3.     | Mark Bowen          | 3:33  |
| 4.     | Jim                 | 1:16  |
| 5.     | Why Do You Bother   | 5:39  |
| 6.     | Greed               | 3:50  |
| 7.     | Pills for Breakfast | 2:59  |
| 8.     | As the Worm Turns   | 3:11  |
| 9.     | Arabian Disco       | 3:16  |
| 10.    | New Beginnings      | 3:46  |

## Sestava
- Chuck Mosley – zpěv
- Jim Martin – kytara
- Billy Gould – baskytara
- Roddy Bottum – klávesy
- Mike Bordin – bicí